# Brštanovo
Brštanovo falu Horvátországban Split-Dalmácia megyében. Közigazgatásilag Klisszához tartozik.

## Fekvése
Splittől légvonalban 17, közúton 30 km-re északra, községközpontjától légvonalban 13, közúton 18 km-re északnyugatra, a Kozjak-hegységtől északra, a Moseć-hegység déli lejtőin, a dalmát Zagora területén fekszik.

## Története
A települést 1720 körül alapították, amikor a ramai ferences atyák a török megszállás alatt álló Boszniából és Hercegovinából hozott új keresztény lakossággal telepítették be ezt a vidéket. Szolgálatát hosszú ideig a sinji kolostor ferences szerzetesei látták el. Anyakönyveit 1731 óta vezették, de egy a plébánia épületében dúlt tűzvészben valamennyi elégett. 1797-ben a Velencei Köztársaság megszűnésével a település a Habsburg Birodalom része lett. 1806-ban Napóleon csapatai foglalták el és 1813-ig francia uralom alatt állt. Napóleon bukása után ismét Habsburg uralom következett, mely az I. világháború végéig tartott. A településnek 1857-ben 401, 1910-ben 629 lakosa volt. Az I. világháború után rövid ideig az Olasz Királyság, ezután a Szerb-Horvát-Szlovén Királyság, majd Jugoszlávia része lett. A II. világháború idején olasz csapatok szállták meg. A háború után a szocialista Jugoszlávia része lett. Lakossága 2011-ben 286 fő volt. A településen területi alapiskola működik.

## Lakosság
| Lakosság változása | Lakosság változása | Lakosság változása | Lakosság változása | Lakosság változása | Lakosság változása | Lakosság változása | Lakosság változása | Lakosság változása | Lakosság változása | Lakosság változása | Lakosság változása | Lakosság változása | Lakosság változása | Lakosság változása | Lakosság változása |
| ------------------ | ------------------ | ------------------ | ------------------ | ------------------ | ------------------ | ------------------ | ------------------ | ------------------ | ------------------ | ------------------ | ------------------ | ------------------ | ------------------ | ------------------ | ------------------ |
| 1857               | 1869               | 1880               | 1890               | 1900               | 1910               | 1921               | 1931               | 1948               | 1953               | 1961               | 1971               | 1981               | 1991               | 2001               | 2011               |
| 401                | 444                | 466                | 532                | 640                | 629                | 799                | 744                | 730                | 687                | 659                | 571                | 526                | 404                | 354                | 286                |

## Nevezetességei
- Szűz Mária mennybevétele tiszteletére szentelt római katolikus plébániatemploma 1872-ben épült a régi templom helyén, amely a 18. század közepéig Szent Györgynek volt szentelve. A II. világháború idején súlyosan megsérült, de a háború után restaurálták. Homlokzatára 1959-ben építették a harangtornyot a két haranggal. Nemrégiben tornyát kőlapokkal, kupoláját rézlemezekkel burkolták. A tarka márványból épített főoltáron Szűz Mária új szobra áll. A diadalívnél két kisebb márványoltár található, Szent György és a Szent Kereszt tiszteletére szentelve. A hajóban található Szent Rókus oltár Harold Bilinić spliti építész műhelyében készült. A 20 század végén teljesen megújították. Klímaberendezést és külső megvilágítást kapott. A templom körül temető található.[2]
- A plébániaház melletti Szent Jeromos kápolna 1924-ben épült, 1978-ban felújították, ma hittan teremként szolgál.[2]